# 東君平
東 君平（ひがし くんぺい、1940年1月9日 - 1986年12月3日）は、日本の絵本作家、童話作家。代表作に『のぼるはがんばる』、『くんぺい魔法ばなし』や『おはようどうわ』のシリーズがある。将棋観戦記者の東公平は兄であり、フリージャーナリストの東晋平は甥にあたる。また、妻の英子は、作家・ミュージシャンの辻仁成の母と従姉妹にあたる。娘・東菜奈も同じく絵本作家。

## 経歴
兵庫県神戸市出身。医師の子として生まれながらも、父の逝去と破産で家族は散り散りになり、不幸な子供時代を過ごす。秋山カメラ店の店員など職業を転々としながら御茶の水美術学院で絵の勉強を続け、谷内六郎と出会い、彼の後押しで童話のイラストレーターとしてデビュー。その後、童話作家に転じる。中学・高校は転入学を繰り返した後、23歳で盈進高等学校を卒業。1978年、詩とメルヘン賞を受賞。1986年12月3日、肺炎のため46歳で急死した。

## 作品
- 『のぼるはがんばる』（てのり文庫）
- 『くんぺい魔法ばなし』シリーズ（サンリオ）
- 『おはようどうわ』シリーズ（サンリオ）
- 『東君平画集　潜水夫の夢』（サンリオ）
- 『心のボタン』（サンリオ）
- 『魔法使いのおともだち』（サンリオ）
- 『はちみつレモン　君平青春譜』（サンリオ）
- 『へびとりのうた』（サンリオ）
- 『紅茶の時間』（サンリオ）
- 『おかあさんがいっぱい』（金の星社）
- 『おかあさんの耳、日曜』（金の星社）
- 『おかあさんはえらい！』（金の星社）
- 『どれみふぁけろけろ』（てのり文庫）
- 『ぺろ ぺろん』文:筒井敬介（あかね書房）
- 『泳ぐ夏休み』作：奥田継夫（アリス館）
- みんなのうた「ほたるこい」アニメーション（1966年）

## 顕彰施設

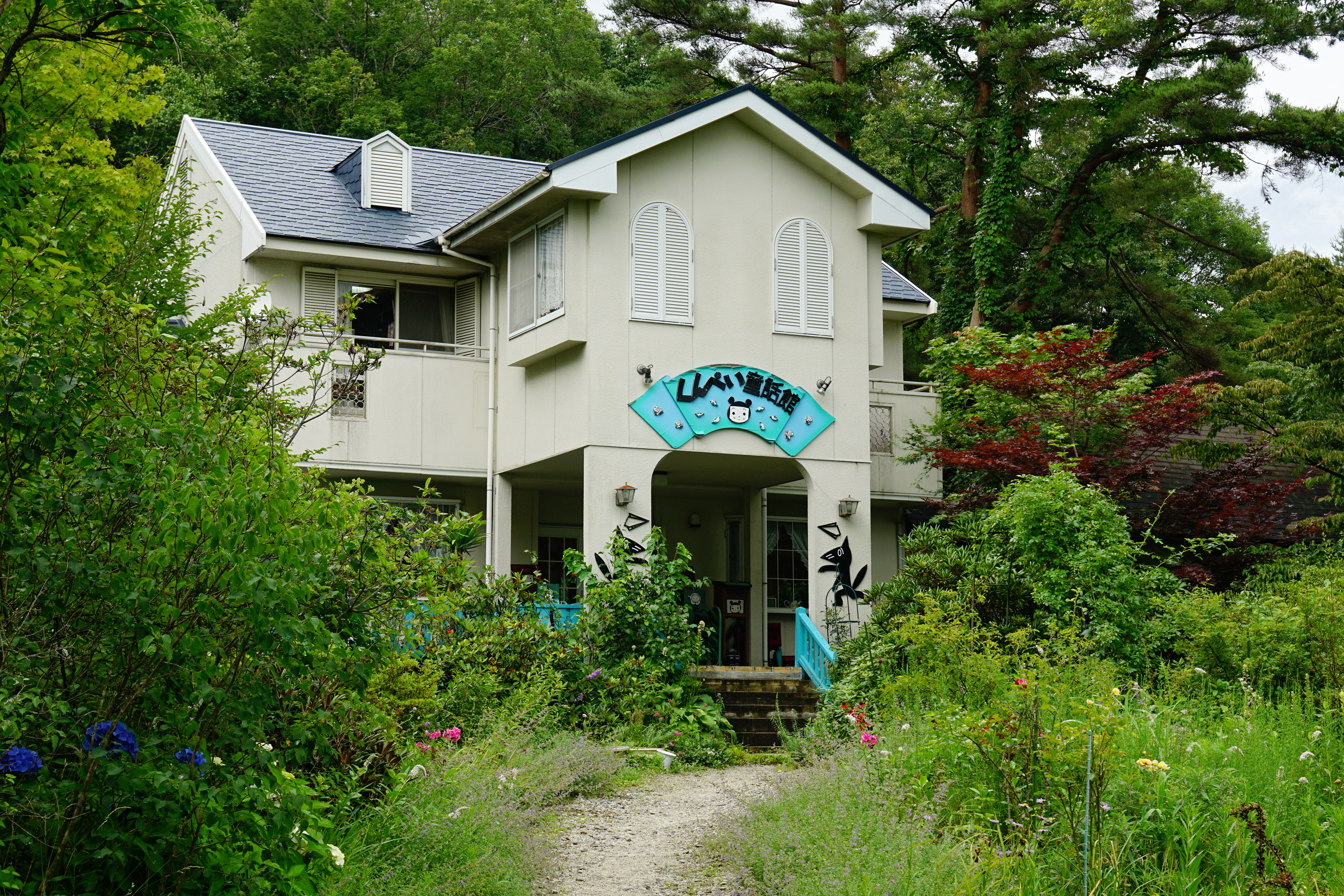
くんぺい童話館

- くんぺい童話館 - 山梨県北杜市に1989年オープンした個人美術館。